# 李彭廣

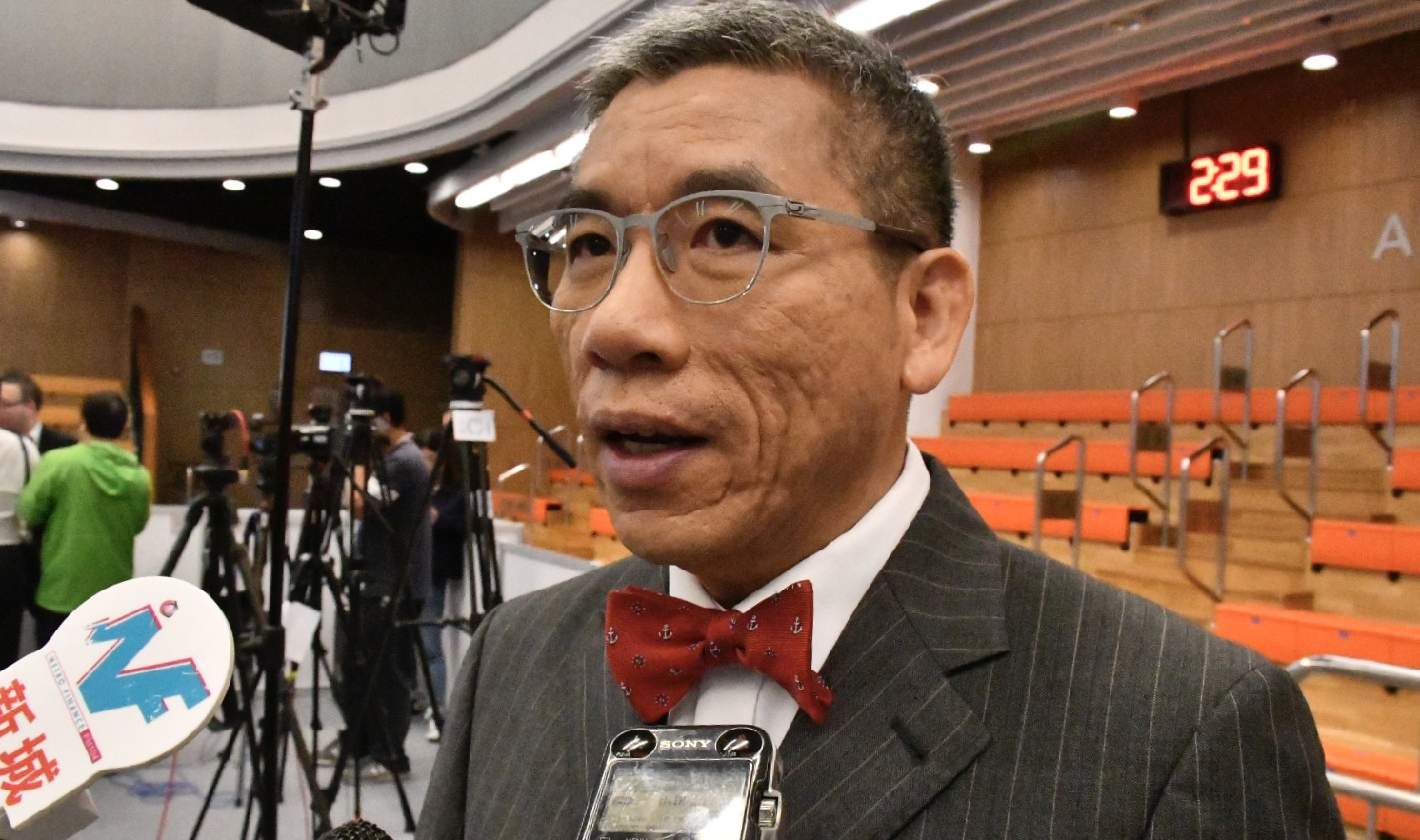
李彭廣接受媒體訪問

李彭廣，BBS，JP，倫敦政治經濟學院政治學博士，現任智經研究中心研究總監，前任嶺南大學公共管治研究部主任及政治及社會學系副教授（由2009年1月起已經停薪留職）。
李彭廣祖籍廣東茂名，1968年入讀油麻地街坊會學校小一年級（其兄李彭禮報讀小四年級）。其另一兄弟李彭基為前《爽報》總編輯。李彭廣是香港政治時事分析專才，專長於選舉事務分析，見報率頗高，常接受香港新聞傳媒訪問。曾在多家電子傳媒工作，包括now財經台、香港電台及商業電台主持烽煙節目，並為多家報刊撰寫政論文章。